# Guerre entre la république de Venise et le royaume de Hongrie
La guerre entre la république de Venise et le royaume de Hongrie éclate en 1411 ; alors que la république de Venise visait à contrôler les cols alpins, le royaume de Hongrie cherchait un débouché vers la mer Adriatique.
L'exilé florentin Filippo Scolari, au service de Sigismond et à la tête de 16 000 Hongrois et Bohémiens, envahit le Frioul, prenant et pillant Monfalcone, Marano, Portogruaro, Ceneda, Serravalle, Belluno, Feltre, Trevisano, Veronese et Padovano (où il espérait une insurrection anti-vénitienne et favorable aux familles déchues Carraresi, Scaligeri et Da Camino (it)).
Scolari, accompagnés de Sigismond et à la tête de 6 000 chevaliers, entre à Udine le 28 septembre 1411, après que la ville a demandé en vain la protection du Souverain d'Autriche Ernesto « Il Ferreo » de Habsbourg ; Udine est contraint de payer un prix élevé pour éviter le pillage ; le 30 septembre, Cividale tombe également.
Les Vénitiens envahissent également le Frioul provoquant massacres et pillages : le noble frioulan Tristano Savorgnan, après avoir été assiégé pendant quatre mois dans son propre château de Povoletto, fait acte de soumission à la Sérénissime et se réfugie aussitôt à Venise où il est nommé administrateur. Tristano Savorgnan lui-même devient le protagoniste d'une action audacieuse : avec 400 chevaliers, de nombreuses fantassins et levant de faux insignes hongrois, il trompe la garnison qui garde les murs de la ville et réussit à entrer dans Udine ; mais découvert, il est immédiatement expulsé (28 mars 1412). Carlo I Malatesta, à la solde de Venise, avec 8 000 chevaliers et 6 000 fantassins saccage également les territoires d'Henri IV, comte de Gorizia (mai-juin 1412).
Même l'Istrie n'est pas épargnée par le conflit : Venise occupe Buje, Portole, Rozzo et Colmo, tandis que les Hongrois occupent le château de Motovun croyant qu'il s'agissait de Venise, découvrant qu'il était à la place garni de milices patriarcales. Les deux prétendants se battent pour le contrôle des territoires nouvellement occupés ; Venise construit 22 milles de fossés et remblais le long de la Livenza, qui est surveillée par une flottille équipée d'artillerie ; Filippo Scolari avec 3 000 chevaliers et troupes rassemblés dans les garnisons (Bohèmes, Allemands, Hongrois et quelques seigneurs féodaux frioulans) attaque à l'aube le camp vénitien de Motta di Livenza  (24 août 1412).
Carlo Malatesta est blessé à trois reprises dans l'affrontement et Taddeo del Verme (également blessé dans l'affrontement) est finalement secouru par un contingent de cavalerie dirigé par Ruggero "Cane" Ranieri et Crasso da Venosa, qui réussissent à repousser les assaillants. Il y a plus de 1 300 victimes et blessés sur le terrain  . Guglielmo da Prata et trois autres capitaines sont faits prisonniers et cinq des six drapeaux sont perdus. Passant à l'offensive, les Vénitiens assiègent Udine (15 octobre 1412 ), parvenant à vaincre Filippo Scolari, pour en être chassés par l'armée dirigée par Sigismond, devenu entre-temps roi d'Allemagne, qui est accueilli dans la ville le 13 décembre 1412. Cependant, Venise occupe les ports de Dalmatie et engage Pandolfo III Malatesta, seigneur de Fano, Brescia et Bergame, mais aucun n'obtient un succès décisif.
Les parties signent une trêve de cinq ans à Castelletto del Friuli (17 avril 1413 ), également en raison de l'avancée ottomane dans les Balkans ; les hostilités de Venise empêchent aussi Sigismond de se rendre à Rome et d'obtenir le sacre impérial. Chacun des deux belligérants garde les territoires occupés jusque-là.